# Manoir de Chauvigné (Saint-Rémy-la-Varenne)
Pour les articles homonymes, voir Manoir de Chauvigné.
Le manoir de Chauvigné est un manoir situé à Saint-Rémy-la-Varenne (Maine-et-Loire).

## Histoire
Situé sur la commune de Saint-Rémy-la-Varenne (Maine-et-Loire), le manoir est du XVIIe au XIXe siècle la propriété de la famille Tremblier.

## Description
L'édifice est inscrit au titre des monuments historiques en 1984.